# Veículos e Máquinas Agrícolas

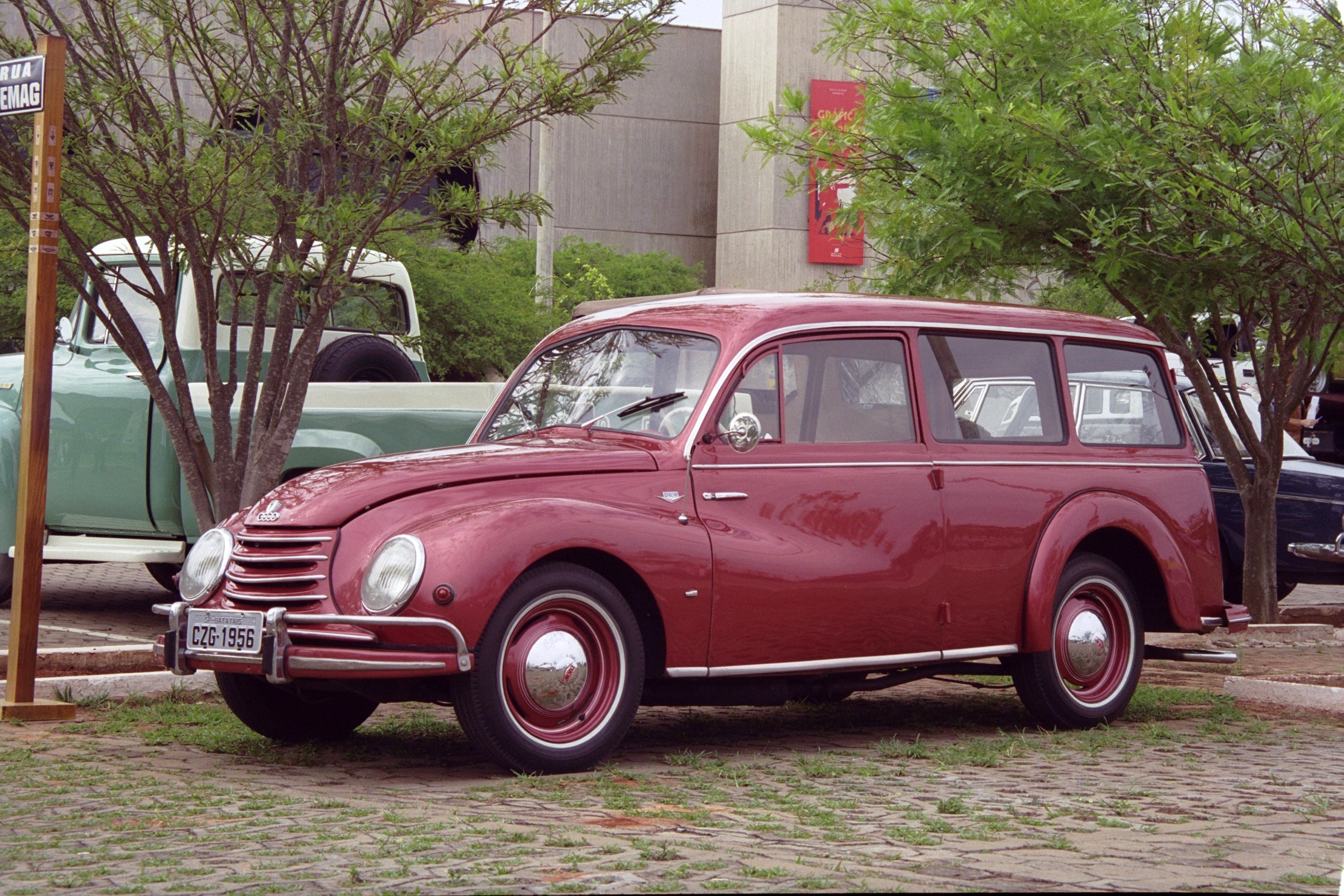
DKW-Vemag Camioneta (1956)

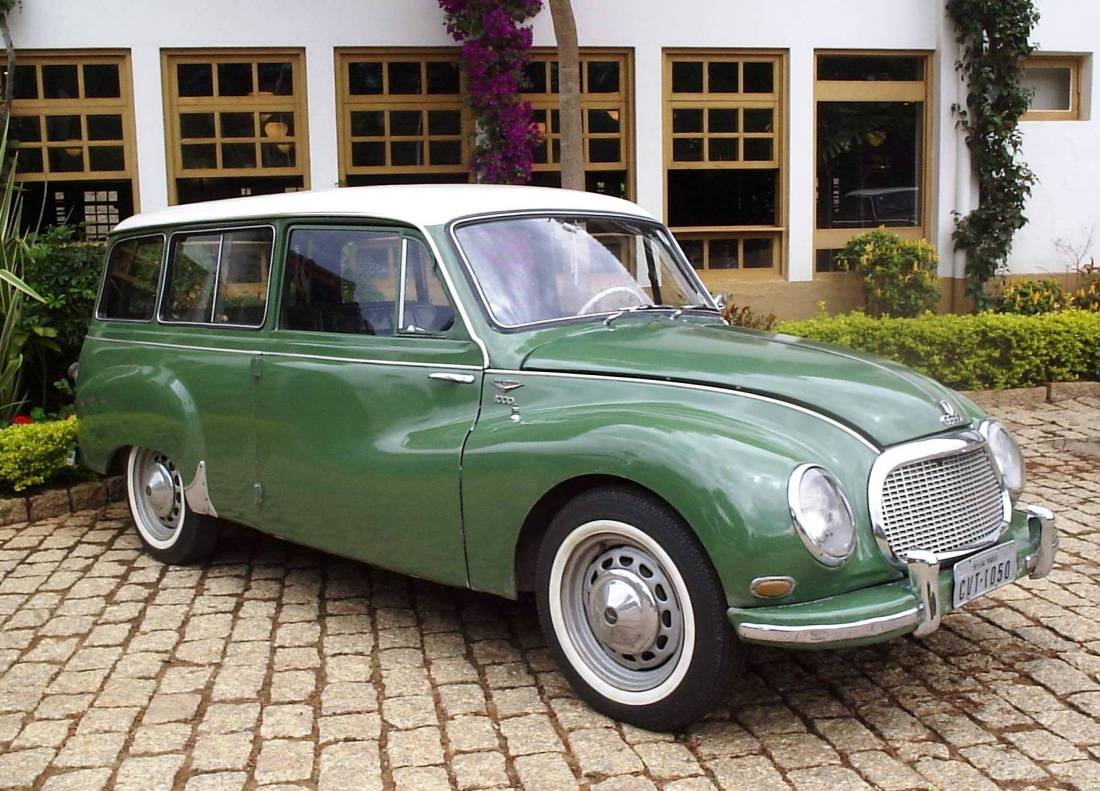
DKW-Vemag Vemaguet (1966)

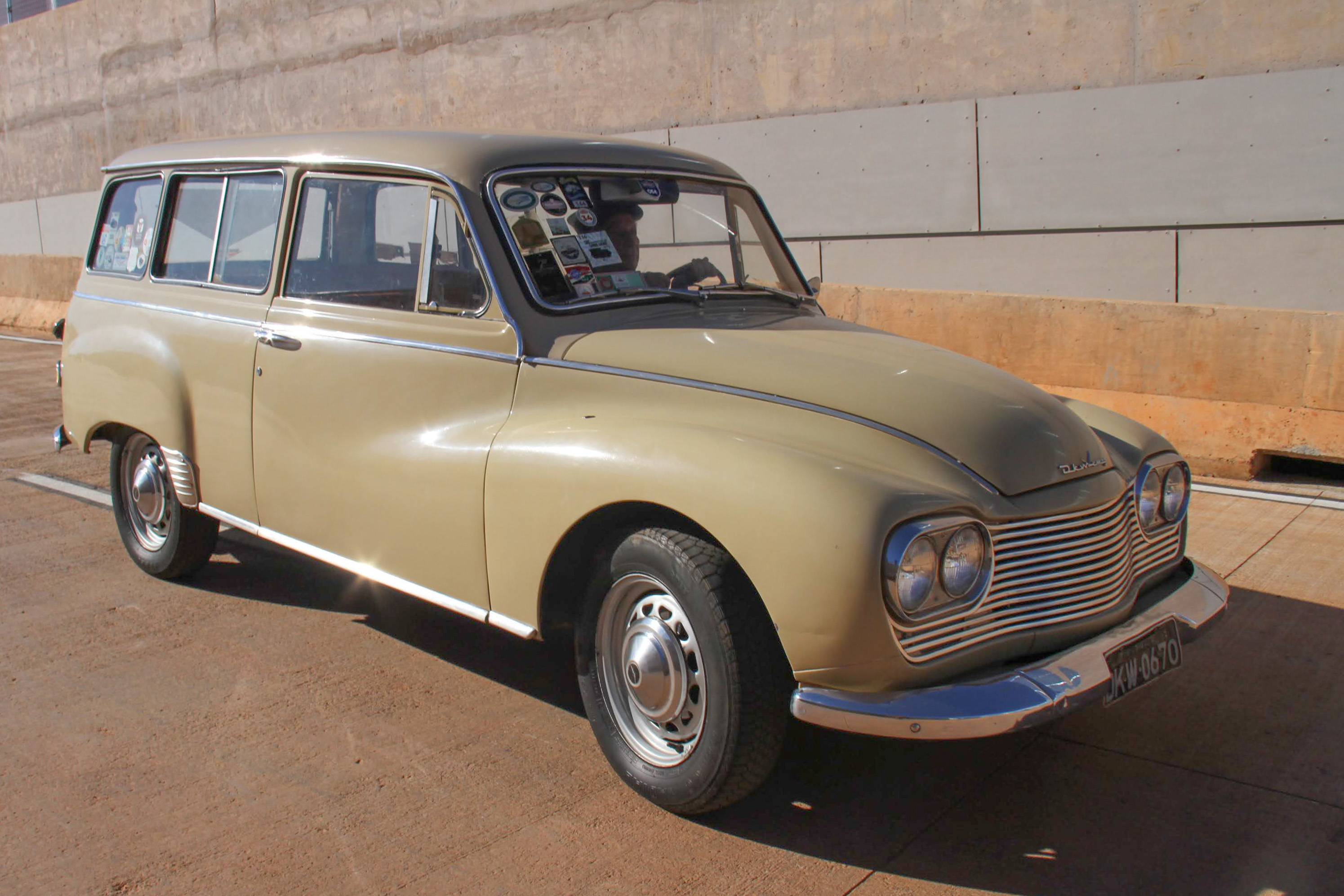
DKW Vemaguet der letzten Serie mit Doppelscheinwerfern (1966–1967)

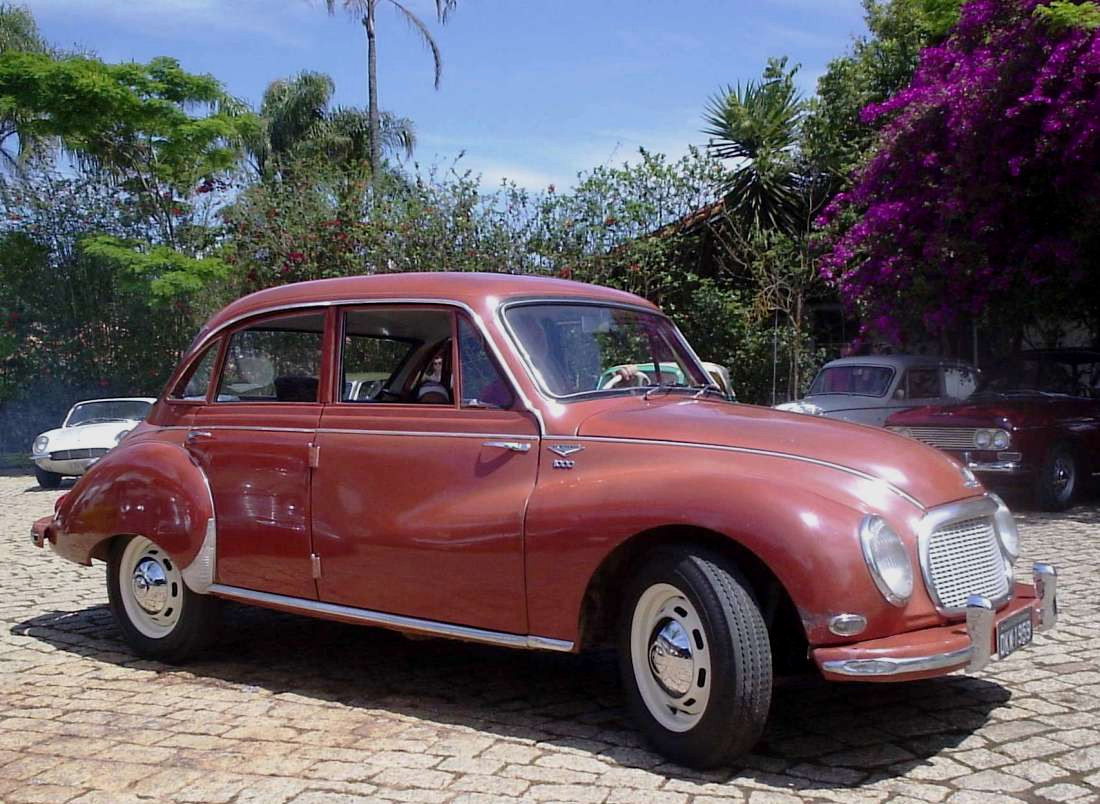
DKW-Vemag Belcar (1959)

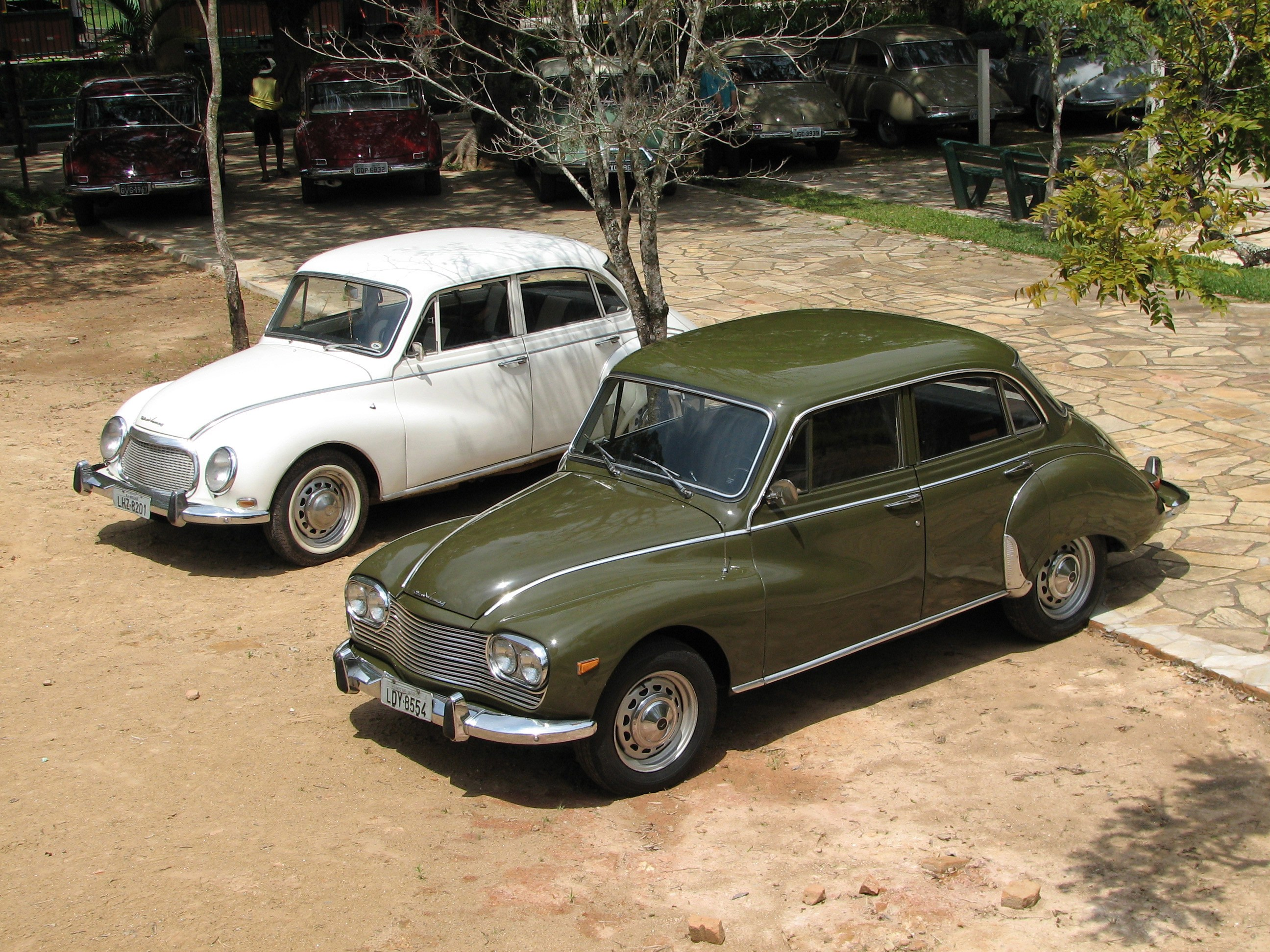
Belcar mit Doppelscheinwerfern (1967)

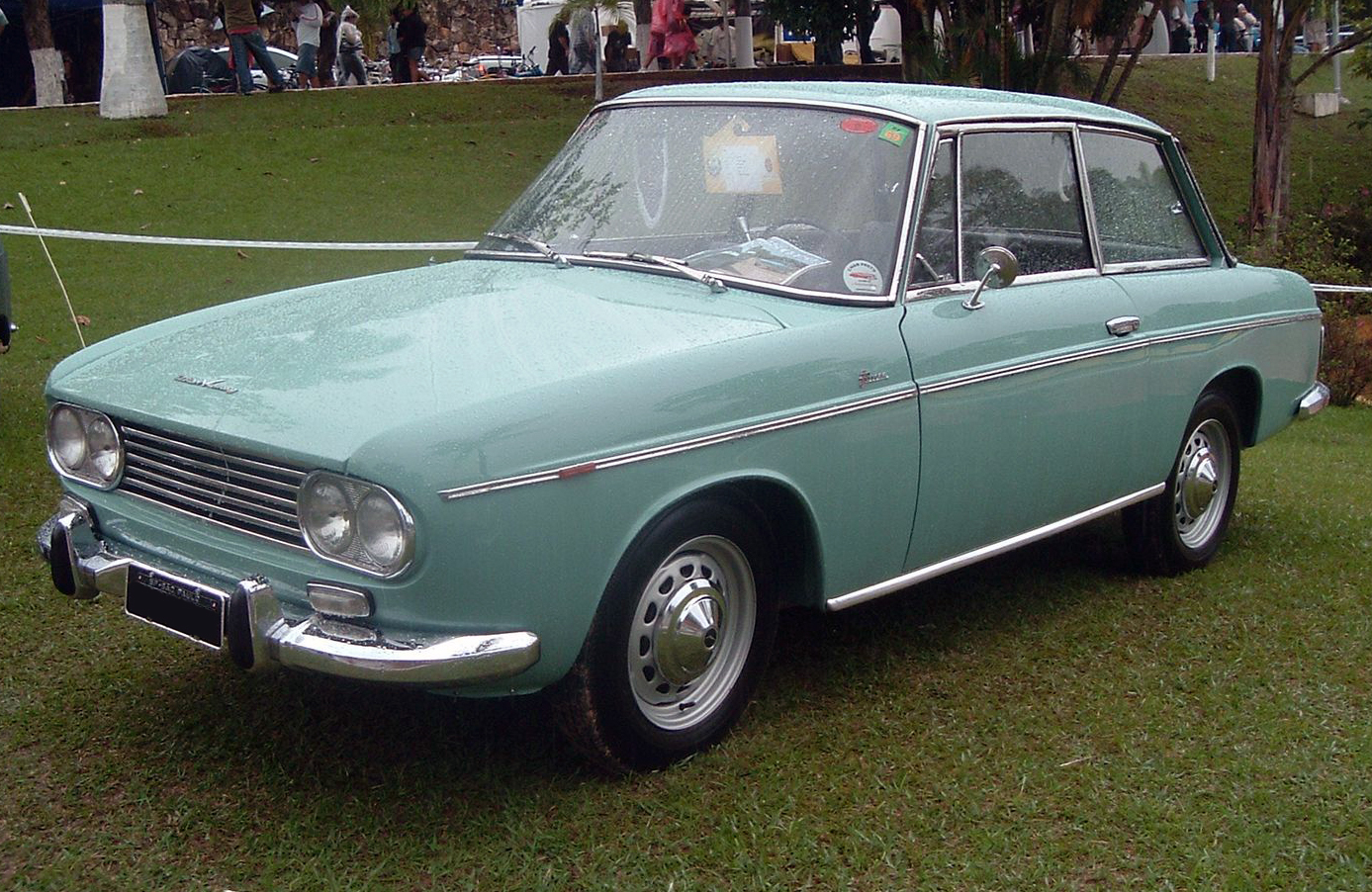
DKW-Vemag Fissore (1965)

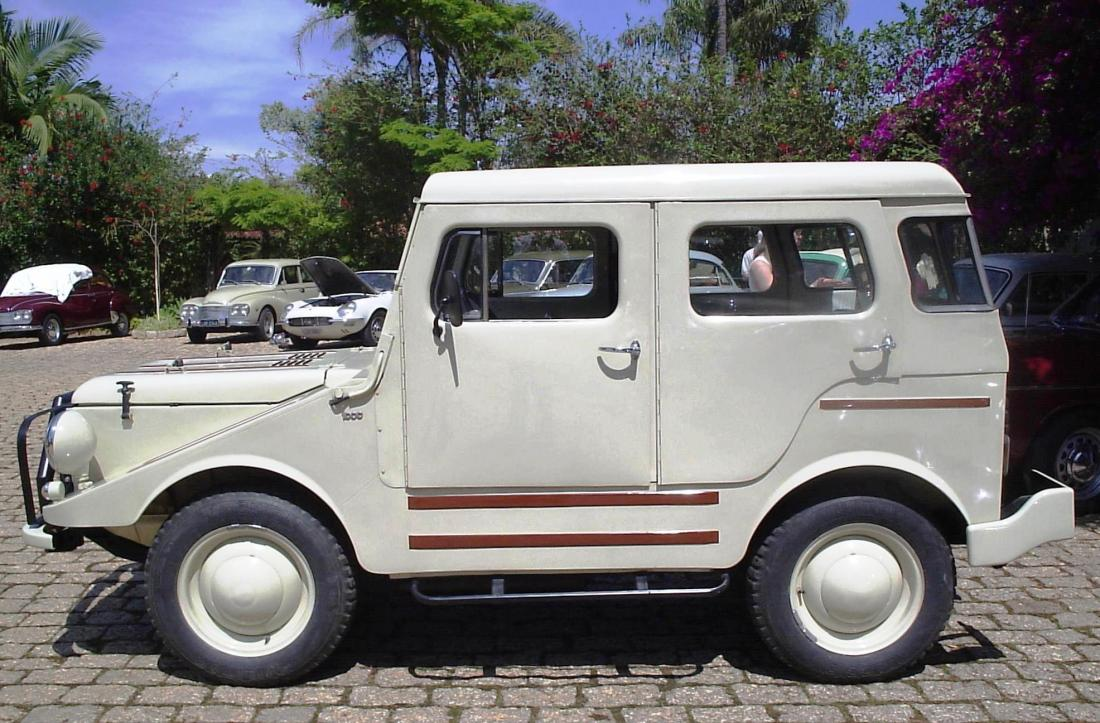
DKW-Vemag Candango (1960)

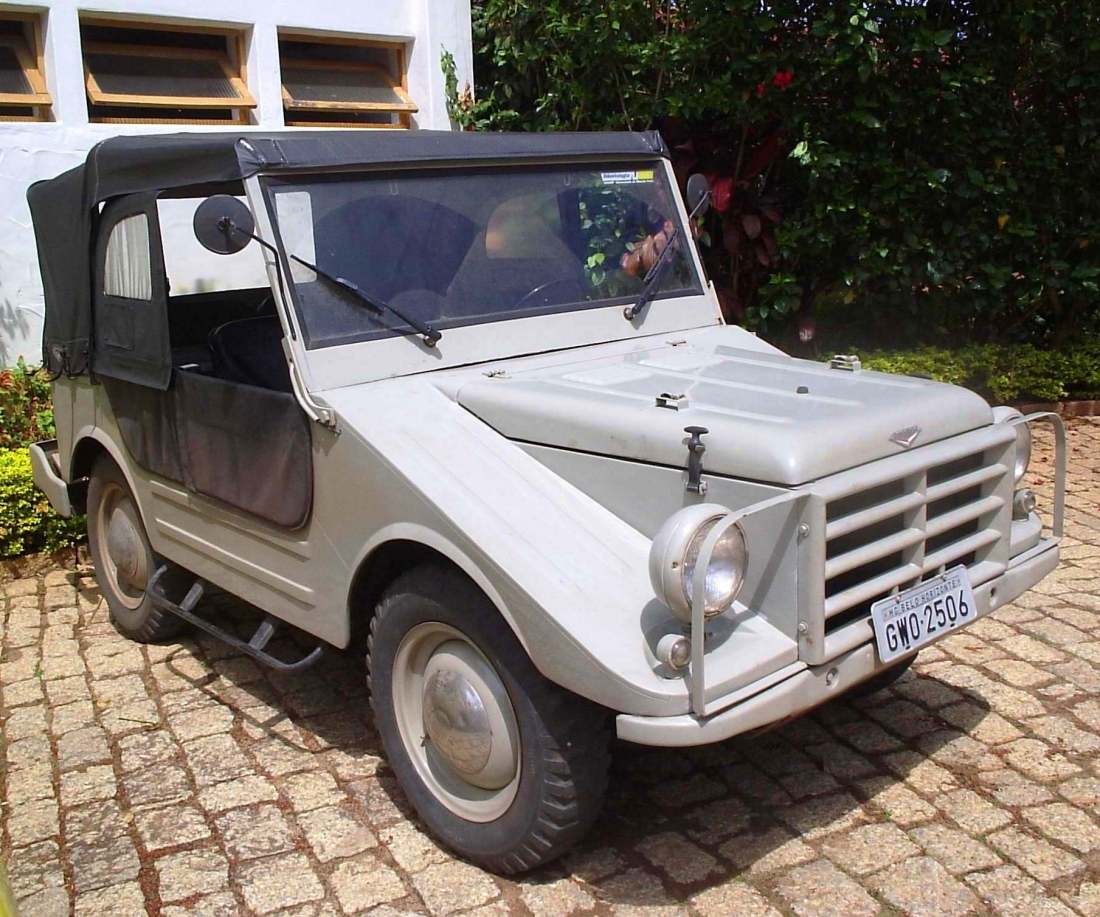
DKW-Vemag Candango (1961)

Veículos e Máquinas Agrícolas S.A., kurz Vemag, war ein brasilianischer Hersteller von Automobilen.

## Unternehmensgeschichte
Das Unternehmen wurde 1945 in São Paulo gegründet.
Zunächst wurden Fahrzeugen der Studebaker Corporation montiert. Ab 1953 fertigte das Unternehmen in Zusammenarbeit mit Indústria e Comércio Auto Union S.A. (kurz INA) Fahrzeuge der Auto Union GmbH. Nach der Auflösung der INA 1955 gab es einen Lizenzvertrag mit der Auto Union. Der Markenname lautete DKW-Vemag. 1967 endete die Produktion, als Volkswagen do Brasil das Unternehmen von seiner neuen Schwester Auto Union übernahm.
Fahrzeuge der Marken Malzoni und Puma basierten auf Vemag-Fahrzeugen.

## Fahrzeuge
Erstes Modell war der Camioneta von 1956 bis 1958. Der zweitürige Kombi entsprach dem DKW F 91 Universal. 1958 wurde dieses Modell bereits Vemaguet genannt. Etwa 1500 Fahrzeuge entstanden.
1958 folgte der Kombi Vemaguet, basierend auf dem DKW F 94 Universal. Ein Dreizylinder-Zweitaktmotor mit 900 cm³ Hubraum und 40 PS Leistung trieb die Fahrzeuge an. Bereits ab 1959 kam ein größerer Motor mit 1000 cm³ Hubraum und 44 PS Leistung zum Einsatz. Modellpflege im Herbst 1963 führte zum Vemaguet 1001 mit vorne angeschlagenen Türen. 1965 wurde er umbenannt in Vemaguet Rio. Mit der Modellpflege Ende 1966 hatte der nun Vemag 1967 genannte Wagen Doppelscheinwerfer.
Zwischen 1962 und 1964 gab es als Caicara eine einfacher ausgestattete Version des 1958er Vemaguet, also  mit dem kleineren Motor. Hiervon entstanden 1173 Fahrzeuge.
Der Pracinha als Nachfolger des Caicara war von 1965 bis 1967 auf dem Markt und fand 6750 Käufer.
Der 1958 erschienene Belcar als viertürige Limousine basierte ebenfalls auf dem DKW F 94. Anfangs Grande Vemag 900 genannt, erhielt er ebenfalls 1959 den größeren Motor. Ab der Modellpflege im Herbst 1963 wurde er 1001 genannt und ab 1965 Belcar Rio. Die Modellpflege für das Modelljahr 1967 brachte Doppelscheinwerfer und den Namen Belcar 67. Insgesamt entstanden etwa 52.000 Belcar.
1961 gab es Pläne für ein größeres Modell. Carrozzeria Fissore entwarf die Karosserie. Der Wagen wurde 1962 als Prototyp vorgestellt und ging im Juni 1963 als DKW-Vemag Fissore in Produktion. Es war eine zweitürige Stufenhecklimousine. Der Dreizylindermotor mit 981 cm³ Hubraum leistete 50 PS oder 60 SAE-PS. 1965 wurde das Heck und 1966 die Front überarbeitet. Von diesem Modell entstanden 2489 Fahrzeuge.
Ein dem DKW Munga entsprechendes Fahrzeug mit Allradantrieb gab es von 1958 bis 1960 als Jipe, von 1959 bis 1960 als Jipe 1000 und von 1960 bis 1963 als Candango 4. Der Candango 2 mit Zweiradantrieb stand von 1960 bis 1963 im Sortiment. Von diesen Modellen entstanden etwa 7848 Stück.